# Kerala
Kerala (Malayalam: കേരളം) is een deelstaat van India, gelegen in het uiterste zuidwesten van het land. De hoofdstad is Thiruvananthapuram (Trivandrum) en de officiële taal Malayalam. De oppervlakte bedraagt 38.863 km², wat iets kleiner is dan Nederland. Bij de volkstelling van 2011 had de deelstaat 33.406.061 inwoners.

## Geschiedenis
Door de eeuwen heen is het gebied achtereenvolgens bezet door de Portugezen, Nederlanders en Engelsen. De laatsten creëerden de staat Madras, die het hele zuiden van het subcontinent omvatte, met uitzondering van het zuidelijke deel van Kerala, het koninkrijk Travancore. Na de onafhankelijkheid van India in 1948, werd de staat Cochin-Travancore opgericht, die grotendeels de huidige staat omvatte. Op 1 november 1956 werden een aantal gebieden afgestaan en kwamen er andere bij op basis van etnische - en taalscheidslijnen, waarbij ook de naam van de staat in Kerala werd veranderd.
Kerala was in 1957 de eerste staat ter wereld waar de communisten langs democratische weg aan de macht kwamen. E. M. S. Namboodiripad werd toen premier van Kerala. De communistische partij CPM is anno 2025 nog altijd de grootste en leidt de coalitie. Premier is Pirarayi Vijayan.

## Geografie
De staat is een langgerekte strook land langs de Arabische Zee. Er zijn veel kanalen, meren en rivieren te vinden achter de kustlijn, die samen bekendstaan als de Backwaters. Het bergachtige binnenland is onderdeel van de West-Ghats en de kust vormt het grootste deel van de kust van Malabar. Ongeveer 25% van het grondgebied is bebost. Tot de fauna behoren onder meer tijgers, olifanten, lippenberen, axisherten, gaurs en panters. Het belangrijkste natuurpark is het Periyar Nationaal Park.
Kerala grenst aan twee andere Indiase deelstaten: Karnataka in het noorden en Tamil Nadu in het oosten. De grootste steden van Kerala zijn de hoofdstad Trivandrum (744.739 inwoners) en Kochi (Cochin) (596.473). Het stedelijke gebied van Kochi is echter wel groter (1.355.406) dan die van Trivandrum (889.191). Drie andere grote steden zijn Kozhikode (Calicut) (436.527), Kollam (361.441) en Thrissur (317.474).

## Bestuurlijke indeling
Kerala is bestuurlijk onderverdeeld in 14 districten. Hieronder volgt een lijst van de districten:
| - Alappuzha - Ernakulam - Idukki - Kannur - Kasaragod - Kollam - Kottayam |  | - Kozhikode - Malappuram - Palakkad - Pathanamthitta - Thrissur - Trivandrum - Wayanad |  |  |

## Bevolking

### Demografie
Tegenwoordig is Kerala een staat waar het analfabetisme het laagst van het land is (minder dan 10% tegenover 35,2% gemiddeld in heel India), en het gemiddelde opleidingsniveau het hoogst. Ook de gemiddelde levensstandaard ligt hoger dan in de rest van het land. Het geboortecijfer is het laagste van India.
De officiële taal is het Malayalam, dat door meer dan 95 % van de bevolking gesproken wordt.

### Religie
Het percentage hindoes is met 56,2% relatief laag. Er zijn grote minderheden moslims (24,7%) en christenen (19,0%). In tegenstelling tot veel andere staten in India zijn er in Kerala weinig spanningen tussen de drie godsdiensten.
De christenen uit Kerala staan bekend als de Thomaschristenen, die verschillende vormen van het Syrisch christendom belijden en een van de oudste christelijke gemeenschappen ter wereld vormen. In Kochi (vroeger: Cochin) bestaat een kleine, maar 1300 jaar oude Joodse gemeenschap.
De Hindoegemeenschap van Kerala is de meest conservatieve van India. Waar toeristen elders in India hindoetempels kunnen bezoeken, zijn die in Kerala niet toegankelijk voor niet-hindoes, en gelden er vaak strenge kledingsvoorschriften. Begin 2019 ontstond er heibel omdat twee hindoe-vrouwen de Sabarimala tempel hadden bezocht die normaal gezien niet toegankelijk is voor vrouwen tussen de 10 en 50 jaar oud.
In de hoofdstad staat de rijkste tempel ter wereld, de Padmanabhaswamytempel, met een geschat vermogen van 18 miljard euro. Ook twee andere tempels in Kerala behoren tot de 15 rijkste van India: de Sabarimala tempel en de Guruvayur tempel.

## Cultuur

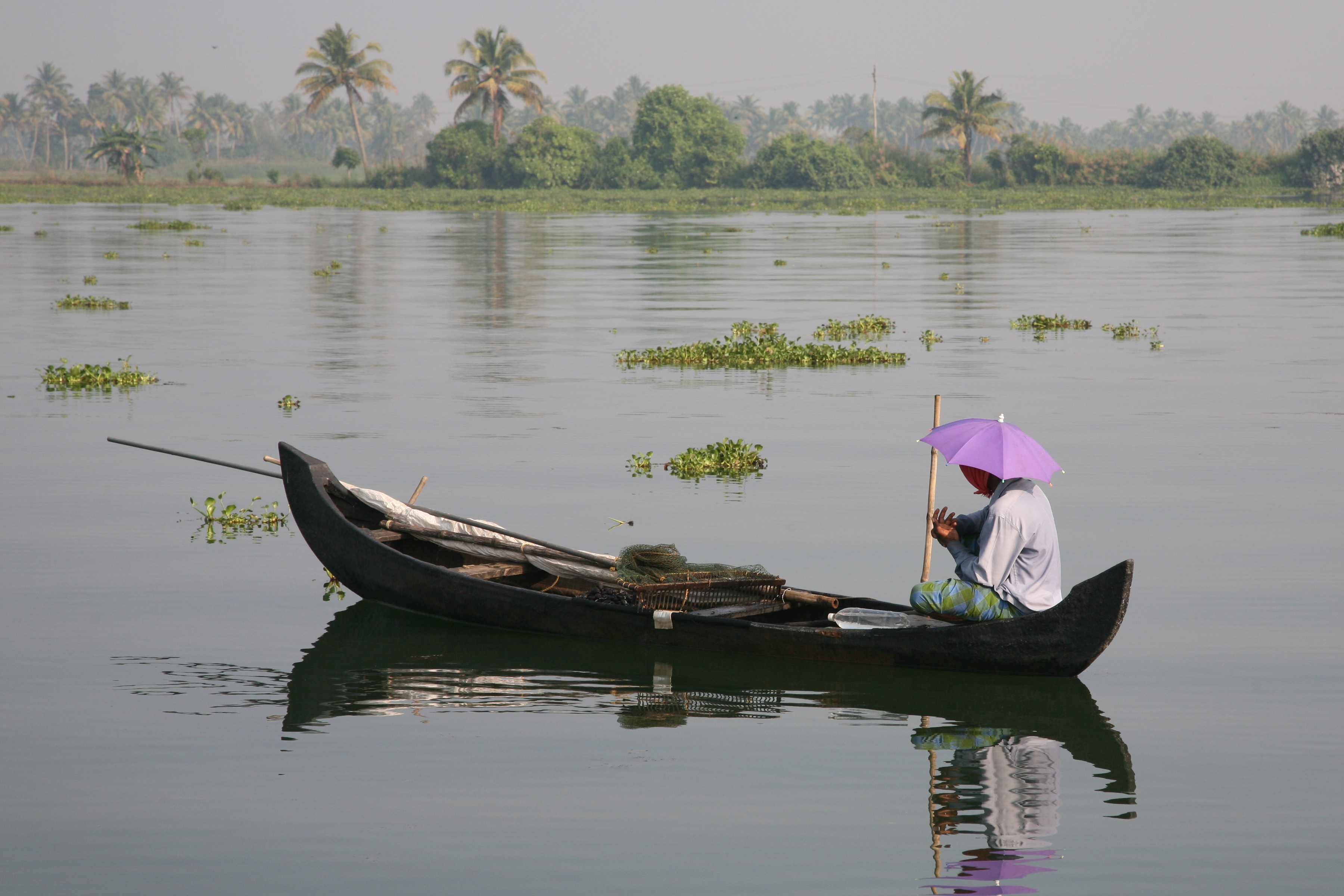
Visser in de Backwaters van Kerala

In Kerala wordt jaarlijks het internationaal filmfestival van Kerala gehouden. Dit is een van de drie belangrijkste filmfestivals van India. In Kerala is Kutiyattam bekend; deze vorm van theater is geplaatst op de Lijst van Meesterwerken van het Orale en Immateriële Erfgoed van de Mensheid.
Een ontbijt dat zowel in de deelstaten Kerala als Tamil Nadu populair is, is de pasta-achtige Idiyappam.

## Economie
Naast de landbouw en de visserij is vooral de tertiaire sector heel belangrijk, goed voor meer dan 60% van het BNP van de staat. Ook toerisme is heel belangrijk. Vooral de tropische stranden van Kovalam worden druk bezocht. De werkloosheid ligt onder de 10%, net als de armoedecijfers.

## Klimaat
Kerala heeft een tropisch klimaat met maxima tussen de 29 en 35 °C en minima tussen de 22 en 25 °C. Het regenseizoen valt tussen juni en december.